# Synsepalum dulcificum
Synsepalum dulcificum je keř pocházející z oblasti kolem Guinejského zálivu. Pěstuje se pro plody známé pod názvem miracle fruit (zázračné ovoce), používané jako náhradní sladidlo.
Stálezelený keř dorůstá až pětimetrové výšky, vyžaduje teplo, vlhko a kyselou půdu. Listy jsou jednoduché, podlouhlé, uspořádané v přeslenech a dlouhé až 10 cm, květy jsou drobné a bíle zbarvené, plodem je sytě červená oválná bobule dosahující délky okolo 2 cm. Rostlina dává plody už ve třetím roce, do roka bývají dvě sklizně. Dužina má spíše mdlou chuť, obsahuje však glykoprotein miraculin, který ovlivňuje činnost chuťových pohárků, takže se konzumentovi jakýkoli kyselý pokrm (např. citrony) zdá být sladký. Tento efekt vydrží asi hodinu po požití ovoce. Miracle fruit může pomáhat pacientům s cukrovkou nebo potlačovat pachuť v ústech po chemoterapii. Obsah kyselin v jídle však ovoce nijak neovlivní, takže při nadměrné spotřebě hrozí překyselení žaludku. Afričtí domorodci si bobulemi sladí palmové víno. Protože je ovoce poměrně náročné na pěstování i přepravu, vyrábějí se tablety s miraculinovým výtažkem.

## Systematika
Rostlinu poprvé popsali v roce 1827 pod jménem Bumelia dulcifica Heinrich Christian Friedrich Schumacher & Peter Thonning v Beskrivelse af Guineeiske planter (s. 130-131). William Freeman Daniell jej v roce 1852 pod jménem Synsepalum dulcificum v Pharmaceutical Journal and Transactions (11, s. 445) zařadil do rodu Synsepalum.

## Synonyma
- Bakeriella dulcifica (Schumach. & Thonn.) Dubard
- Bumelia dulcifica Schumach. & Thonn.
- Pouteria dulcifica (Schumach. & Thonn.) Baehni
- Richardella dulcifica (Schumach. & Thonn.) Baehni
- Sideroxylon dulcificum (Schumach. & Thonn.) A.DC.[7]